# Soupe aux fruits rouges
La soupe aux fruits rouges est un dessert qui mêle les notes sucrées et acidulées des petits fruits (fraises, framboises, groseilles, cerises, etc.) aux arômes plus élaborées des vins, vin rouge, vin rosé, vin blanc, vin doux naturel ou crémant. La soupe se présente en verrine ou coupe individuelle décorée d'une feuille de menthe.

## Types de soupe de fruits

### Soupe au vin rouge
Elle propose l'alliance de fruits de saison, donc non congelés, avec la structure tannique d'un vin rouge puissant du type châteauneuf-du-pape, gigondas, vacqueyras ou beaumes-de-venise. Il est servi très frais après que les fruits aient macéré quelques heures dans le vin afin qu'ils mêlent leurs arômes.

### Soupe au vin rosé
Le vin rosé fruité est aromatisé à la cannelle, mis à bouillir, puis sucré, avant de recouvrir les fruits rouges dans un compotier. Après refroidissement, l'ensemble est mis à rafraîchir puis disposé en coupe individuelle ou en verrine avec un peu de menthe fraîche ciselée.

### Soupe au vin blanc
Du vin blanc, un peu de limonade, ainsi que du sirop de grenadine et de canne à sucre sont mis ensemble dans un saladier. Y sont ensuite ajoutés les fruits rouges ainsi que des mûres et des myrtilles. Le tout est mis à rafraîchir pour être servi très frais.

### Soupe au vin doux naturel
Au vin doux sont rajoutés un peu de miel et d'eau. Le tout, bien mélangé, est porté à ébullition puis refroidi. Après avoir mis de côté deux cuillères à soupe de fruits rouges, le reste est mixé avec le vin doux miellé jusqu'à l'obtention d'une soupe fine. Celle-ci est mise à rafraîchir avant d'être servie dans des verrines et décorée des fruits mis en réserve.

### Soupe au crémant
Cette préparation se prête à un mélange de petits fruits rouges et de petits fruits noirs. Au crémant sont ajoutés un peu de sirop de sucre et du poivre cubèbe concassé. Les fruits doivent alors y être mis à macérer au froid. La soupe est présentée dans une assiette au bord saupoudré de poudre de cannelle.

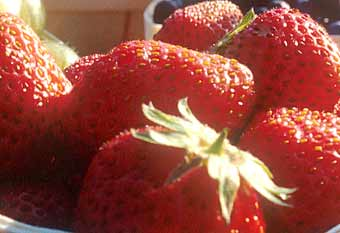
Fraises.
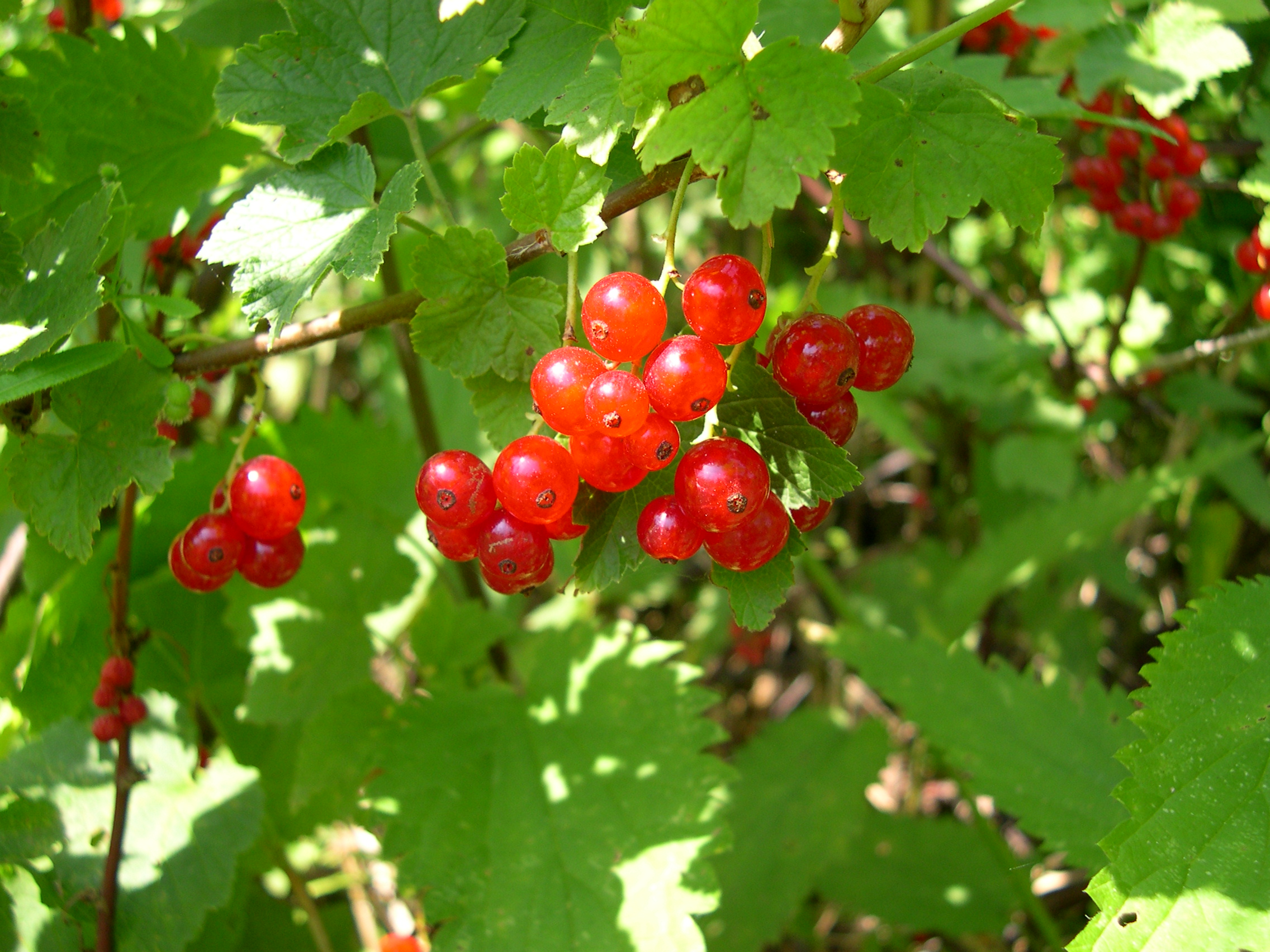
Groseilles.
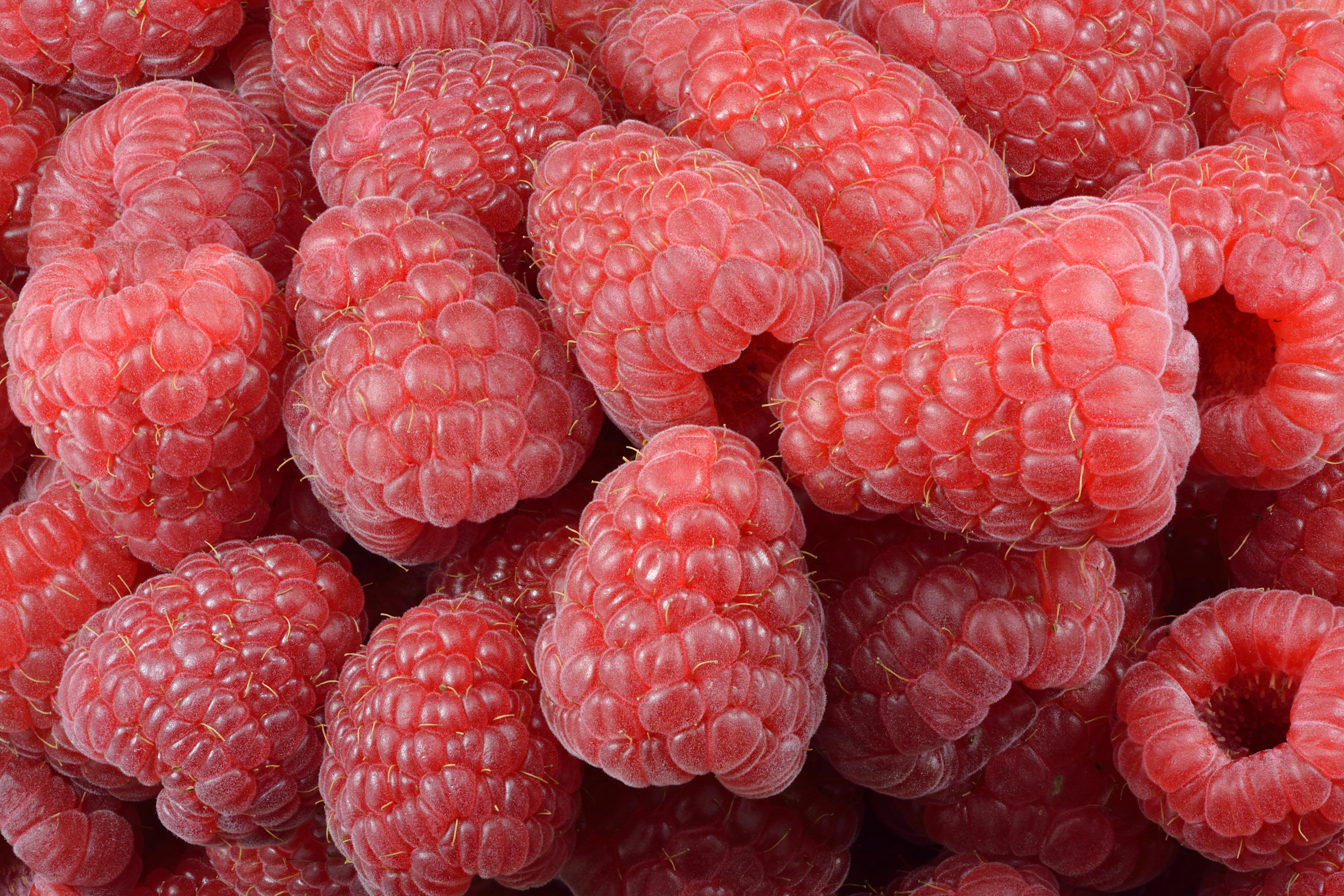
Framboises.
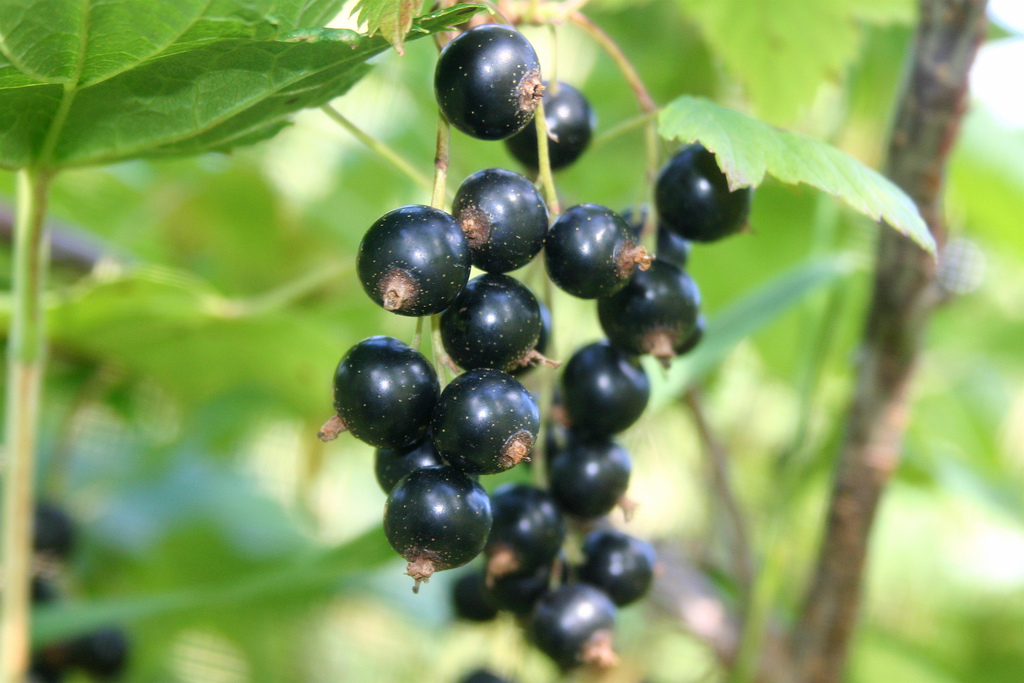
Cassis.

## Alliance des arômes
Les arômes du vin sont multiples et varient en fonction des vinifications et du vieillissement. Reconnaître les arômes est un exercice compliqué mais ceux des fruits sont parmi les plus identifiables. Certains, comme les arômes de myrtille ou de cassis, sont les apanages des plus grands vins,.